# Spumone
El spumone (del italiano spuma, ‘espuma’; plural spumoni) es un gelato italiano hecho en molde y compuesto por capas de diferentes colores y sabores; normalmente contiene fruta confitada y nueces. Tiene típicamente tres sabores, con una capa de fruta o nuez entre ellos. Las capas de helado se mezclan a menudo con crema batida. El chocolate y el pistacho son los sabores típicos de las capas de helado, y la capa de fruta o nuez contiene a menudo trocitos de cereza, lo que genera la tradicional combinación de rojo o rosa, marrón y verde combinados con pistache, chocolate y cereza.

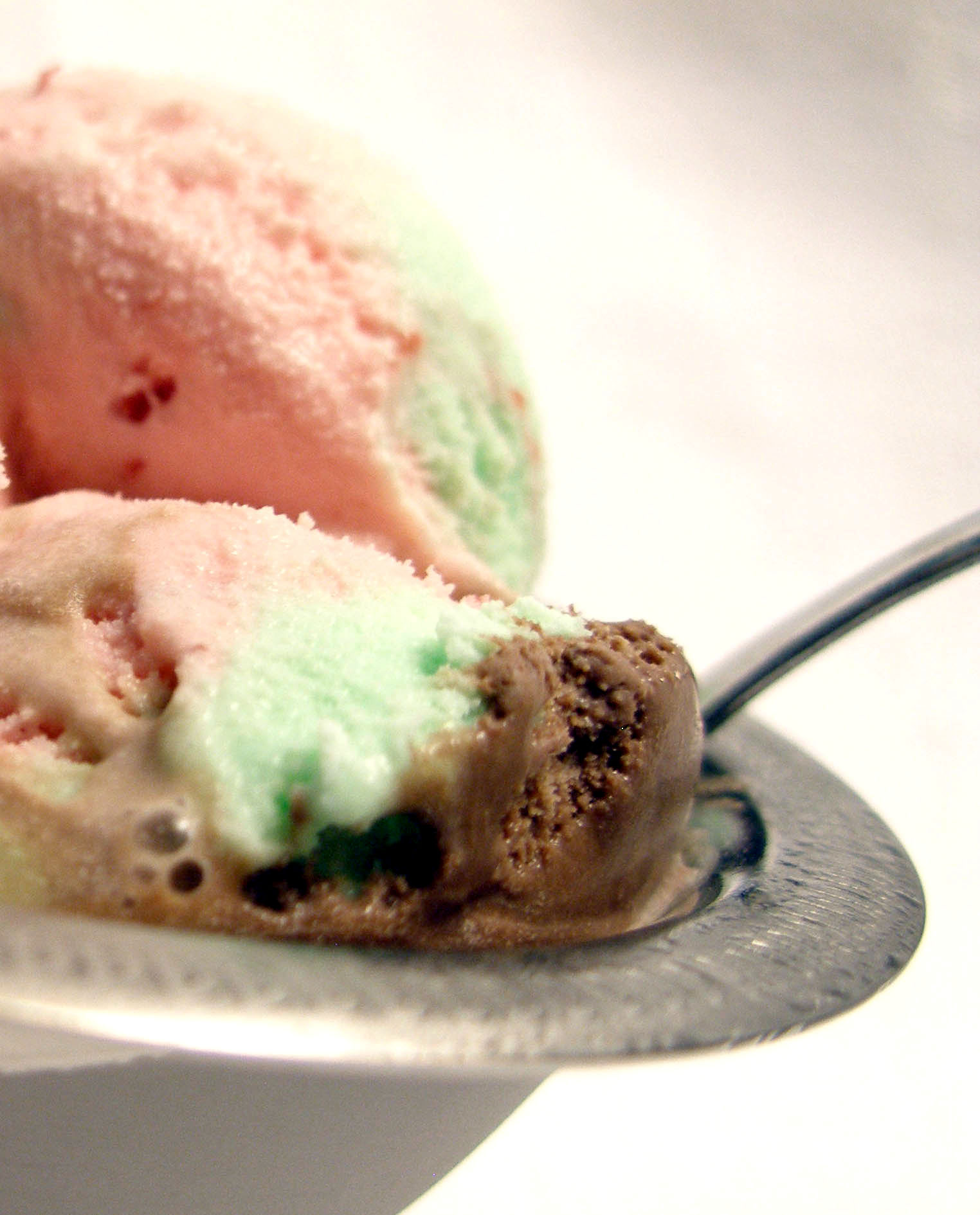
Spumone

Es el típico helado de la tradición del Salento, difundido también en otras zonas del Sur de Italia y de Sicilia. Sin embargo, parece que el plato procede de Nápoles, bajo el nombre de cassata napoletana, y el helado napolitano de tres sabores evolucionó a partir de él. El Día Nacional de los Spumoni se celebra el 21 de agosto en los Estados Unidos, México y Latinoamérica y el 13 de noviembre en Canadá.